# Brigade irlandaise (Première Guerre mondiale)
Pour les articles homonymes, voir Brigade irlandaise (homonymie).
Ne doit pas être confondu avec Brigade irlandaise, Brigade irlandaise (armée de l'Union), Brigades d'Irlande, Légion irlandaise ou Légion Saint-Patrick.
La Brigade irlandaise désigne une unité militaire nationaliste irlandaise que tenta de créer sir Roger Casement au cours de la Première Guerre mondiale en recrutant parmi les Irlandais enrôlés dans l’armée britannique et devenus prisonniers de guerre en Allemagne. Roger Casement souhaitait envoyer une unité irlandaise dotée d’un bon équipement et bien organisée pour combattre contre la Grande-Bretagne en Irlande pour en obtenir l’indépendance. Cette action se serait combinée avec la guerre en cours entre la Grande-Bretagne et l’Allemagne, fournissant ainsi une aide indirecte à la cause allemande, sans que les ex-prisonniers de guerre ne combattent dans l’armée impériale allemande.

## Contexte historique

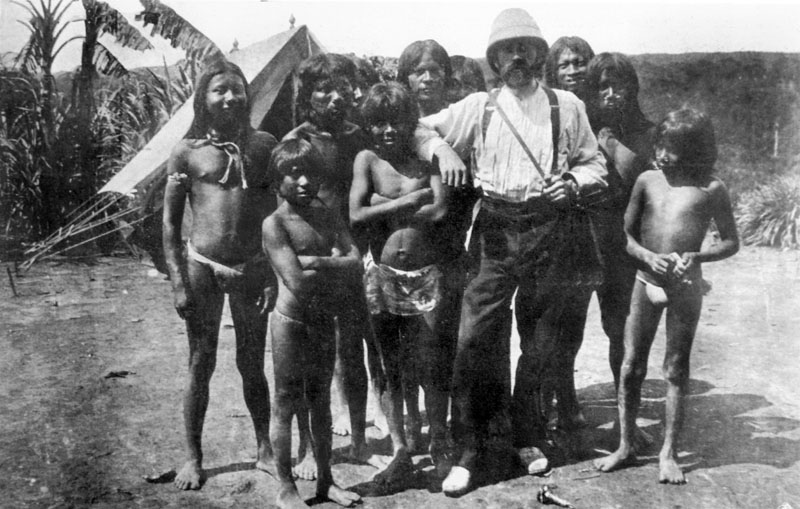
Roger Casement au Putumayo.

Roger Casement est un ancien diplomate, qui s’est fait connaître pour son engagement en faveur de populations souffrant de l’exploitation. Il a défendu les indigènes du Congo, travaillant dans des conditions ignobles au début du siècle et recommence en 1910 avec les Indiens du Putumayo, entre le Pérou et la Colombie, exploités par une société récoltant le caoutchouc. Malgré une situation qu’il juge urgente et accablante, il estime que ses rapports sont étouffés par le ministère des Affaires étrangères qui l’emploie. Ses services lui valent pourtant en 1911 l’anoblissement pour ses campagnes humanitaires. Il prend l’initiative de se rendre aux États-Unis pour défendre la cause indienne. Malgré cela, la situation au Putumayo ne s’améliore pas assez vite. Son ressentiment achève de lui faire tourner le dos au Royaume-Uni et de le rapprocher de sa patrie : l’Irlande. Il démissionne et se consacre dès lors intégralement à la cause de l’indépendance irlandaise.
Plusieurs révoltes se sont produites depuis le vote en 1800 par le Parlement d’Irlande de l’Acte d’Union (Act of Union), dès 1803 avec Robert Emmet, en 1848 avec William Smith O’Brien. Plusieurs organisations révolutionnaires ou armées sont créées pour défendre les droits des Irlandais ou visant l’autonomie ou l’indépendance, en Irlande même ou parmi les émigrés : l’Irish Republican Brotherhood (IRB) au milieu du XIXe siècle, les Irish Volunteers et l’Irish Citizen Army en 1913. Roger Casement s’implique dans les deux organisations. La situation se tend alors qu’est étudié le projet de la Home Rule pour donner l’autonomie à l’Irlande. Le projet est signé par le roi en juillet 1914, mais son entrée en vigueur est repoussée à la fin de la guerre. Alors que ce projet ne contentait déjà aucune des parties, son report est très mal perçu, particulièrement du côté des nationalistes irlandais. Le déclenchement de la guerre fait naître de nouveaux espoirs. En août août 1914, l’IRB forme un comité militaire pour préparer une action d’envergure avant la fin de la guerre.

## Création
Alors qu’il servait la couronne britannique, Roger Casement est intervenu contre les Boers durant la Guerre des Boers. Il a pu noter le succès de John MacBride lorsqu'il a créé la brigade irlandaise du Transvaal et veut s’en inspirer. Il se rend aux États-Unis peu après le déclenchement de la Première Guerre mondiale avec l’aide de l’IRB et du Clan na Gael. Il rencontre le comte von Bernstoff, l’ambassadeur d’Allemagne, et l’attaché militaire Franz von Papen. Il propose d’aider l’Allemagne à mettre fin à la suprématie navale britannique grâce au ralliement irlandais. Un autre argument est de mettre en avant l’Allemagne comme défendant les droits des petites nations comme dit le faire le Royaume-Uni.
Roger Casement convainc suffisamment ses interlocuteurs : il rejoint ensuite l’Allemagne via la Norvège pour y discuter son plan à l’automne avec le secrétaire d’État allemand Arthur Zimmermann et le comte von Wedel. Le 27 décembre 1914, il signe à Berlin avec un accord autorisant la création de la brigade.

## Formation
Les 12 000 soldats irlandais du premier corps expéditionnaire britannique capturés sont regroupés dans un nouveau camp de prisonniers de guerre à Limburg. La venue de Roger Casement dans le camp pour convaincre ses compatriotes est un échec. Il est hué et frappé par les soldats qui font corps et défendent l’union de l’Irlande et l’Angleterre.
Seuls 56 Irlandais se portent volontaires. À son apogée, le personnel irlandais de la brigade se compose du Feldwebel-Leutnant (grade entre l’adjudant et le lieutenant habituellement attribué au militaire de réserve) Robert Monteith, d’un Feldwebel (adjudant), un Vizefeldwebel (vice-adjudant) , trois Sergeanten (sergents), trois Korporale (caporaux), trois Lane Korporale (caporaux de lance) et 43 Gemeine (soldats). Robert Monteith n'était pas un prisonnier : réfugié aux États-Unis après avoir refusé de servir sous l'uniforme britannique, il a rejoint en octobre 1915 l'Allemagne pour diriger la brigade. Il fait office d'officier.
La brigade reçoit une formation à l’usage des mitraillettes et se voit assigner des officiers allemands. Elle est rattachée au 203e régiment de Brandebourg et divisée en deux compagnies comprenant dix corps de mitrailleuses. Les Irlandais sont dotés de leur propre uniforme. Il s’agit d’un uniforme standard de l’armée allemande, adapté avec des symboles irlandais tels que le trèfle et la harpe.
Une brigade militaire compte généralement plus de 3 000 hommes, ce qui indique à la fois l’ampleur de l’objectif voulu par Roger Casement, son optimisme et l’ampleur de l’échec. Lui-même ne se fait pas d’illusion : il ressent rapidement pour l’Allemagne qui l’accueille les mêmes sentiments que vis-à-vis du Royaume-Uni. La police allemande le surveille.
La brigade envisagée intégrait un plan stratégique de l’Allemagne impériale visant à associer des nationalistes hindous et des germano-américains, ainsi que des nationalistes irlandais, à leur ennemi commun, la Grande-Bretagne.

## Fin de la brigade
Casement est finalement déçu par le gouvernement allemand. Il vient à penser qu'il ne voit dans la brigade qu’une diversion potentielle, une simple aide aux puissances centrales, sans réelle prise au sérieux de l’indépendance de l’Irlande.
Le 16 janvier 1916, le conseil suprême de l’IRB, en accord avec l’ICA, décide de préparer une insurrection générale, grâce aux armes négociées par Roger Casement. Lorsque ce dernier découvre que l’aide matérielle allemande pour l’insurrection prévue est moins importante que prévu, il abandonne la brigade et retourne en Irlande vers le 12 avril à bord d’un sous-marin allemand pour tenter de persuader les Volontaires irlandais d’annuler le soulèvement.
Peu de temps après son arrivée sur la côte du comté de Kerry, Roger Casement est arrêté, inculpé de haute trahison contre le Royaume-Uni. Il est compromis notamment par un ancien sergent de la brigade, Daniel Bailey (alias Beverley), arrêté peu après lui. Ce dernier collabore avec l’accusation et témoigne dans le cadre de la procédure de la King’s Evidence (admission de culpabilité et dénonciation de ses complices en l’échange d’une peine plus légère ou d’une immunité) contre Roger Casement, détaillant ses activités de recrutement en Allemagne.
Dans le même temps, le 20 avril, le cargo allemand Aud qui achemine vingt mille fusils est arraisonné. Le capitaine saborde le bateau et se constitue prisonnier avec l’ensemble de l’équipage. Notamment sous l'impulsion de Patrick Pearse, le soulèvement est maintenu pour le lundi de Pâques 1916 alors que d'autres indépendantistes irlandais renoncent.
Les insurgés, sans aide des prisonniers de guerre, moins nombreux et moins bien armés sont rapidement arrêtés et nombre d'entre eux sont exécutés quelques jours plus tard.
Sir Roger Casement est également condamné à mort et, malgré une importante mobilisation, est également exécuté le 3 mars 1916.
Au moment du soulèvement de 1916, la brigade irlandaise a disparu, sans jamais avoir combattu.

## Postérité
Une histoire détaillée de la Brigade irlandaise de Roger Casement en Allemagne a été rédigée par Michael Keogh, officier recruteur et sergent major de la brigade en Allemagne et adjudant de Casement. Son livre a été publié le 15 juillet 2010.
La diffusion par les archives nationales du Royaume-Uni en 2014 des déclarations des prisonniers suggère que la plupart des 56 volontaires ont été convaincus par John Nicolson, un prêtre irlando-américain, et non par Casement.
Après le retour de son corps, la république d'Irlande organise pour Roger Casement des funérailles nationales.

## Voir également
- Brigade irlandaise du Transvaal: unité créée lors de la seconde guerre des Boers pour lutter contre la présence britannique
- Camp Friesack (en) : tentative de recruter des volontaires parmi les prisonniers irlandais en Allemagne un durant la Seconde Guerre mondiale.